# Перу
 Тази статия е за държавата в Южна Америка.  За града в Съединените щати вижте Перу (Индиана).  
Перу, официално Република Перу (на испански: República del Perú, на кечуа и аймара: Piruw) е държава в северозападната част на Южна Америка, граничеща с Еквадор и Колумбия на север, с Бразилия на изток, с Боливия на югоизток и юг, с Чили на юг и с Тихия океан на запад. На територията на Перу има богат материал за културна антропология. Там се е зародила и империята на инките. Република Перу е с площ 1 285 220 km². Столица е гр. Лима (6,4 млн. жители). На 28 юли 1821 г. Хосе де Сан Мартин провъзгласява независимостта на Перу.

## География
По дължина на тихоокеанското крайбрежие е разположена пустинната равнина Коста, а над нея се издига планинската верига Анди. Източните части на Перу са заети от Амазонската низина, която на юг преминава в предпланинската равнина Монтано. Езерото Титикака е най-голямото планинско плавателно езеро и е разположено на границата между Перу и Боливия. Намира се на 3810 m надморска височина. Интересни и внушителни обекти са крепостта Мачу Пикчу, Колка – най-дълбокият каньон в света, долината Урабанба и много други.

### Климат
Тъй като Перу е държава, разположена на екватора, в страната преобладават тропичният и екваториалният климат. В екваториалния климатичен пояс има 1 сезон, характерен с много валежи. В тропичния пояс има 2 сезона (зима и лято) и ветровете са тропични.

## История
Първите следи от човешко присъствие на територията на Перу датират от 11 000 г. пр.н.е. Перу е страна с хилядолетна култура. Едно от коренните населения в Перу са инките, които са прекосили Тихия океан между 3000 и 1800 г. пр.н.е.
През 1532 г. Перу е завладяна от испанските конкистадори начело с Франсиско Писаро и става испанска колония.
Думата „Перу“ произлиза от Birú, името на местен владетел, който живеел близо до залива на Сан Мигел, Панама, в началото на 16 век. Когато бил посетен от испански изследователи през 1522 г., това било най-южната част на Новия свят, за която европейците знаели. Заради това, когато Франсиско Писаро проучил регионите на юг, решил името на новооткритата земя да бъде Birú или Перу. „Испанската корона“ дава правен статут на името през 1529 г.

## Държавно устройство
Перу е президентска демократична република с многопартийна система. Според конституцията президентът е първи в правителството и е избиран за 5 години. От 2011 до 2016 г. президент е Олянта Умала, от 2016 до 2018 – Педро Пабло Кучински. Президентът има конституционно право да назначава министър-председателя. Правителството е съставено от 120 членове, избирани посредством избори в цялата страна за 5-годишен мандат. Гласуват перуанските граждани между 18 и 70-годишна възраст.

## Административно деление
Територията на Перу е разделена на 194 провинции (provincias), които са обединени в 26 региона (regiones). Столицата Лима е провинция с особен статут, която не е част от никой регион, а Каляо е единствената провинция в едноименния регион. Провинциите на Перу се подразделят на общо 1821 окръга (distritos).
| Карта | Региони на Перу |
| ----- | --- |
|       | 1. Амасонас 2. Анкаш 3. Апуримак 4. Арекипа 5. Аякучо 6. Кахамарка 7. Каляо 8. Куско 9. Хуанкавелика 10. Хуануко 11. Ика 12. Хунин 13. Ла Либертад 14. Ламбайеке 15. Лима 16. Лима Метрополитана 17. Лорето 18. Мадре де Диос 19. Мокегуа 20. Паско 21. Пиура 22. Пуно 23. Сан Мартин 24. Такна 25. Тумбес 26. Укаяли |

## Стопанство
Перу е една от най-слабо развитите страни в света с индекс на човешко развитие 0,773. През 2006 г. доходите на глава на населението са средно 3374 щ.д. Приблизително 45% от населението е бедно, а 16% водят прекалено беден живот. В Перу има силно развит риболов, а в Андите се отглеждат лами.

## Население
Населението на Перу е близо 32 милиона души за 2016 година, която я поставя на четвърто място по население в Южна Америка. Предполага се, че през 2050 г. населението на Перу ще се повиши до 42 милиона души. През 2005 г. около 70% от жителите живеят в градовете. В Перу има многонационално съсловие – преобладава смесеното население – метиси.
Около 45% от населението на страната са местни индианци. Като цяло 80% от населението на страната се самоопределя, като индианци или метиси. Освен испанския, много разпространен е езикът на индианците кечуа. Испанският език е усвоен перфектно дори от 5-годишни деца и се превръща в най-разпространения не само в Перу, но и в цяла Латинска Америка.

## Култура
Перу е световноизвестна със своите паметници от миналото. Културите на Чиму, Чаван, Инка и др. са оставили след себе си немалко исторически загадки – величественият град Мачу Пикчу, дворци, мавзолеи, пирамиди и множество постройки в долината Ламбаске. В пустинята Наска се намират както световноизвестните загадъчни рисунки, така и многобройни паметници на индианската култура.

## Други
- Комуникации в Перу
- Транспорт в Перу
- Армия на Перу
- Външна политика на Перу